# تپه بالنجان
تپه بالنجان مربوط به دوره ایلامی است و در شهرستان دزفول، روستای امام خمینی واقع شده و این اثر در تاریخ ۲۵ اسفند ۱۳۷۹ با شمارهٔ ثبت ۳۰۷۱ به‌عنوان یکی از آثار ملی ایران به ثبت رسیده است.